# 인디아 마르티네스
인디아 마르티네스(India Martínez, 1985년 10월 13일 ~ )는 스페인의 가수이다.